# Žutica
Žutica označava žućkasto obojenje tkiva, a obuhvaća žutilo kože, bjeloočnica i dubokih tkiva. Najčešće je uzrok žutice velika količina slobodnog ili konjugiranog bilirubina u izvanstaničnim tekućinama. Normalna koncentracija bilirubina u plazmi, koji je isključivo u slobodnom obliku, iznosi prosječno 9 mikromola po litri. No, u nekim patološkim stanjima koncentracija bilirubina može se povećati čak na 700 μmol/l.

## Uzroci
Najčešći su uzroci žutice pojačano razaranje eritrocita i naglo otpuštanje bilirubina u krv te opstrukcija žučnih vodova ili oštećenje jetrenih stanica, tako da se ni normalne količine bilirubina ne mogu izlučivati u probavni trakt. Te dvije vrste žutice nazivamo hemolitička žutica, odnosno opstrukciona žutica. 
Hemolitička žutica nastaje zbog hemolize eritrocita. Pri hemolitičkoj žutici sekrecijska funkcija jetre nije narušena, ali eritrociti se razgrađuju tako brzo da jetrene stanice jednostavno ne mogu izlučivati bilirubin onom brzinom kojom se on stvara. Zato se znatno poveća plazmatska koncentracija slobodnog bilirubina.
Opstrukcijska žutica nastaje zbog začepljenja žučnih vodova ili zbog bolesti jetre (npr. Mirizzijev sindrom). Pri opstrukcijskoj žutici, uzrokovanoj bilo začepljenjem žučnih vodova, bilo oštećenjem jetrenih stanica, stvaranje bilirubina je normalno, ali stvoreni bilirubin ne može iz krvi dospjeti u crijeva. Slobodni bilirubin i dalje ulazi u jetrene stanice gdje se na uobičajeni način konjugira. Taj konjugirani bilirubin vraća se u krv, vjerojatno zato što pucaju prepunjeni žučni kanalići, pa se žuč ulijeva izravno u limfu koja napušta jetru. Zbog toga je glavnina bilirubina u plazmi u konjugiranom, a ne u slobodnom obliku.
Eritrociti koji su proživjeli svoj vijek, koji traje prosječno 120 dana, postaju previše krhki da bi mogli opstati u krvožilnom sustavu. Njihova membrana puca, a oslobođeni hemoglobin fagocitiraju tkivni makrofagi (nazvani još i retikuloendotelni sustav) posvuda u tijelu. U njima se hemoglobin najprije razgradi na globin i hem, a zatim se hemov prsten otvara, dajući:
1. slobodno željezo koje se u krv prenosi transferinom; i
2. ravni lanac od četiri pirolna prstena iz kojih će konačno nastati bilirubin. Prvo nastaje slobodni bilirubin.

Slobodni bilirubin ili alfa-bilirubin je bilirubin u krvi kojeg su izlučile stanice retikuloendotelnog sustava i on se u krvi čvrsto veže s albuminom koji ga tako prenosi do jetre. Slobodni bilirubin upija se tijekom nekoliko sati kroz membrane jetrenih stanica. Pri ulasku u jetrenu stanicu, oslobađa se iz spoja s albuminom i ubrzo nakon toga konjugira. Oko 80% bilirubina konjugira se s glukuronskom kiselinom dajući bilirubin-glukuronid, oko 10% spaja se sa sulfatom u bilirubin-sulfat, a preostalih 10% s raznim drugim tvarima. Ako se konjugira samo s jednom molekulom neke tvari nastaje monokonjugirani bilirubin ili beta-bilirubin, a ako se konjugira s dvije molekule nastaje dikonjugirani bilirubin ili gama-bilirubin.